# Pernilongo-de-costas-brancas
Pernilongo-de-dorso-branco ou pernilongo-de-costas-brancas (nome científico:Himantopus melanurus) é uma espécie de ave pertencente à família dos Recurvirostridae. É uma ave costeira abundante em áreas úmidas e litorâneas da América do Sul. É encontrada do noroeste do Brasil ao sudoeste do Peru e centro-sul da Argentina.